# 2021년 기니 쿠데타
2021년 기니 쿠데타(2021 Guinean coup d'état)는 2021년 9월 5일 기니 공화국군이 쿠데타를 일으켜 기니의 전권을 장악한 사건이다. 기니의 수도 코나크리에서 총격전이 이은 후 기니의 대통령 알파 콩데가 체포되었다. 기니 특전사령관인 마마디 둠부야는 국영 텔레비전 방송에 출연하여 기니 정부와 헌법의 해체를 선포하였다.
기니에선 수십년간 독재정치가 지속되었으나 2010년 첫 민주선거에서 알파 콩데가 당선되었다. 콩데의 재임 기간 동안 풍부한 천연자원을 이용하여 경제 성장을 이뤄냈으나 기니의 인구 대부분은 경제 성장의 영향을 받지 못했다. 또한 콩데 대통령은 2020년 3선 개헌 국민투표로 개헌을 통해 3선 임기에 성공했지만 논란이 많았다. 대통령 재임 마지막 년도에는 야당 정치인들을 탄압하여 야당 정치인 수 명이 구금되거나 감옥에 수용되었다. 기니는 2021년 8월 예산 균형을 위해 증세와 함께 경찰과 군 예산은 감액했으나 대통령과 기니 의회에 편성된 예산은 증액하였다.
쿠데타는 9월 5일 현지 시각으로 아침 기니 공화국군이 기니 대통령궁을 포위하고 정부청사 구역을 포위하며 시작되었다. 정부군과 쿠데타군 사이 교전 후 특전사령관인 대령 마마디 둠부야가 콩데 대통령을 인질로 잡고 정부와 산하 기관의 해체를 선포하며 헌법을 무효화하고 국경을 봉쇄하며 종료되었다. 기니 외 타국은 쿠데타 세력이 즉시 물러나 헌정질서를 되찾으라고 요구하고 있다.
2021년 10월 1일, 마마디 둠부야가 기니의 임시 대통령으로 취임하였다.

## 전개
현지 시각(GMT)로 오전 8시경 대통령궁 인근에서 총격음이 들리기 시작했다. 목격자들은 정부 기관들이 밀집되어 있는 칼룸 인근 지역을 봉쇄하고 장교들은 민간인들에게 집으로 돌아가라고 말했다고 증언했다. 국방부 측에서는 쿠데타군의 공격을 진압했다고 발표했지만, 콩데 대통령이 건물 밖에서 잡혀 있는 사진이 공개되었고, 직후 기니군 병사들이 콩데 대통령을 구금해다 잡아 놓은 동영상이 유포되었으며 유렵의 정보 관료가 콩데 대통령가 억류되었음을 확인하였다.
마마디 둠부야 대령은 기니의 국영 텔레비전 방송인 라디오 텔레비전 기니(RTG)에서 나와 정부와 산하 기관은 해체되며, 헌법은 무효화되었으며 기니의 육상 및 항공 국경을 전부 최소한 7일간 폐쇄할 것이라고 발표하였다. 둠부야는 이날 방송에서 국가화해발전위원회(프랑스어: Comité national du rassemblement et du développement)가 18개월간 과도정부로 기니를 통치할 것이라고 발표했다. 프랑스 외인부대의 전 군단장인 둠부야 대령은 2018년 기니로 들어와 특전사령관에 임명되었으며, 둠부야가 이끄는 정예 특수부대가 쿠데타를 주도한 세력이라 추정하고 있다.
콩데 대통령이 강제로 퇴임당한 후 대통령 타도 소식에 환호하는 시위 행진이 여러 차례 이어졌다. 저녁에는 쿠데타 세력이 오후 8시 이후 국가 전역에 통금령이 발효된다고 선포했으며, 9월 5일 이후 "추가 통지가 있을 때까지" 지역관구장과 현지사를 군 측 군정관으로 임명할 것이며 다음날 아침까지 장관들을 총서기직으로 교체한다고 발표했다. 9월 5일 저녁이 되자 쿠데타 세력은 수도 코나크리와 기니 공화국군을 완전 통제했다고 선언하였다.

## 여파
기니에서 쿠데타 소식이 전해지자  알루미늄의 세계 시장 가격은 10년만에 최고치로 상승했으며 2006년 중국 시장에서의 보크사이트 공급량 위협 사태 당시 기록했던 최고 가격을 경신하였다.
9월 6일 예정되었던 기니와 모로코 간의 2022년 FIFA 월드컵 아프리카 지역 2차 예선 I조 경기가 쿠데타로 연기되었다. 모로코 국가대표팀은 호텔에 갇혀 있다 공항을 통해 기니를 탈출하였다.

## 반응

### 국제적 반응
- 중화인민공화국 - 중화인민공화국 외교부 대변인인 왕원빈은 이번 쿠데타를 규탄하며 콩데 대통령의 즉각적인 석방을 촉구하였으며 대화와 협의를 통한 갈등 해결을 요구하면서 양 측에게 자제할 것을 당부하였다.[20]
- 프랑스 - 유럽 및 외무부 장관인 장이브 르 드리앙은 쿠데타를 규탄하고 콩데 대통령의 즉각적인 석방을 촉구하였다.[21]
- 가나 - 가나의 대통령이자 서아프리카 경제 공동체(ECOWAS) 대표인 나나 아쿠포아도는 ECOWAS 공동 성명문에서 쿠데타를 규탄하였으며 콩데 대통령의 즉각적인 석방을 촉구하였다.[22]
- 멕시코 - 멕시코 외무부 측은 강력하게 쿠데타를 비판하였으며 콩데 대통령의 즉각적인 석방을 촉구하였다.[23]
- 나이지리아 - 나이지리아의 외무부 장관 제프리 온예마는 기니에서 일어난 쿠데타가 ECOWAS 헌장을 위반하는 행위이며 즉각 헌정질서를 복구해야 한다고 촉구하였다.[13][22]
- 카타르 - 카타르 외무부 측은 쿠데타를 비판하며 "국가적 위기를 극복하고 모든 이가 폭력을 피하기 위하여 지혜의 목소리가 널리 퍼지도록 대화를 추구해야 한다"고 말했다.[24]
- 튀르키예 - 터키의 외무부 장관인 메블뤼트 차우쇼을루는 쿠데타를 비판하며 대통령 석방 및 헌정질서 복귀를 촉구하였다.[25]
- 미국 - 미국 국무부는 성명을 내고 쿠데타 세력을 비판하며 "어떠한 폭력과 반헌법적 행위도 기니의 평화와 안정을 잠식할 뿐"이라고 말했다.[26]

## 같이 보기
- 2020년 말리 쿠데타
- 2023년 니제르 쿠데타